# Natalie Horler
Natalie Horler (ur. 23 września 1981 w Bonn) – niemiecka piosenkarka i osobowość telewizyjna, wokalistka zespołu Cascada.

## Wczesne lata
Jest córką Davida i Christiny Horlerów. Jej ojciec jest muzykiem jazzowym big bandu telewizji WDR, a matka pracuje jako nauczycielka języka angielskiego. Wraz z siostrami wychowywała się w Bonn.
Ukończyła kursy stepu, tańca jazzowego, hiphopowego i breakdance. Mając 16 lat, zaczęła pobierać lekcje śpiewu. W wieku 17 lat zaczęła pracować w studiu muzycznym, jednocześnie dorabiając jako kelnerka i sprzedawczyni spodni dżinsowych.

## Kariera zawodowa
W 2004 zaśpiewała chórki w utworze Millane Fernandez „What a Good Man”.
Jako nastolatka poznała producentów muzycznych, Maniana i Yanou, którzy zaproponowali jej współpracę w charakterze wokalistki zespołu Cascada. Wydali cztery albumy studyjne: Everytime We Touch (2006), Perfect Day (2007), Evacuate the Dancefloor (2009) i Original Me (2011) oraz wylansowali przeboje, takie jak „Everytime We Touch” (2005), który trafił na miejsce w pierwszej dziesiątce listy przebojów Billboardu, czy „Evacuate the Dancefloor”. W maju 2013, reprezentując Niemcy z utworem „Glorious”, zajęli 21. miejsce w finale 58. Konkursu Piosenki Eurowizji w Malmö.
W listopadzie 2010 poddała się operacji strun głosowych, w związku z czym nie koncertowała do początku 2011.
W 2011 jej rozbierane zdjęcia zostały opublikowane w lipcowym wydaniu niemieckiej edycji magazynu „Playboy”.
Była jurorką w programach Deutschland sucht den Superstar (2012) i Der beste Chor im Westen (2017).

## Życie prywatne
11 maja 2011 poślubiła Moritza Raffelberga. W swe 34 urodziny 23 września 2015 urodziła córkę Jamie.
W marcu 2020 poinformowała, że została zdiagnozowana pozytywnie na obecność wirusa SARS-CoV-2.